# WWO
WWO (prononcé vou-vou-o) est un groupe polonais de hip-hop, originaire de Varsovie, actif entre 1999 et 2010. Formé en décembre 1999 par les rappeurs Jędker (Andrzej Wawrykiewicz) et Sokół (Wojciech Sosnowski), le sigle « WWO » désignait à l'origine W Wyjątkowych Okolicznościach (« dans des circonstances exceptionnelles »). À la fin de la coopération avec le groupe BMG Pologne, WWO change son nom officiel en W Witrynach Odbicia (« Reflet dans la vitrine »). WWO fait partie du collectif ZIP Skład. Plusieurs de leurs albums sont classés,,,.

## Histoire
Au départ, les membres de WWO participent à l’enregistrement de l’album Chleb powszedni (« Pain quotidien ») du collectif ZIP Skład sorti en 1999. C’est un an plus tard que le groupe sort sous son propre nom, son premier album Masz i pomyśl en collaboration avec d’autres membres du collectif ZIP Skład : Pono, Felipe, Mieron, Jaźwa, Koras et Fu. Apparaît également sur le disque DJ 600V, Włodi et Pele du groupe Molesta Ewenement.
En novembre 2001, un an après la sortie du premier album, à la suite d'un conflit avec le label BMG Pologne, WWO adopte une nouvelle signification pour son sigle. Le groupe rejoint définitivement DJ Deszczu Strugi, connu pour son travail avec 3H (Hardcore Hip-Hop). En 2002, le groupe termine, en tant que trio, un nouvel album intitulé We własnej osobie, sorti en octobre de la même année. Cet album met en vedette, Hemp Gru, Peja et W. A. Mor et le groupe français Soundkail dont le DJ est Reego. L’album est un succès commercial, il est promu par quatre clips. Le clip de la chanson Nie bój się zmiany na lepsze (Ne pas avoir peur de changer pour le mieux) est également diffusé à la télévision française et tchèque. En Pologne, les chansons les plus populaires sont Damy radę et W wyjątkowych okolicznościach. Le groupe reçoit de nombreux prix pour cet album, dont quatre Ślizgery (un trophée décerné pour ce qui touche à la culture urbaine). Après la sortie de l’album le groupe part en tournée pendant deux ans.
Le 15 novembre 2005, WWO sort deux disques à la fois, Życie na kredycie (« La vie à crédit ») d’après l’idée de Jędker et Witam was w rzeczywistości (« En fait, je vous souhaite la bienvenue ») selon l’idée de Sokół. Une semaine après la sortie, 20 000 unités sont vendues. L’album est promu par trois clips : Mogę wszystko (« Je peux tout »), Minorum Gentium et I tak to osiągnę. Les deux albums deviennent disque d'or. En 2007, Jędker entame une carrière artistique en solo. Sokół fait, quant à lui, équipe avec Pono sur le projet TPWC.

## Distinctions
| Année | Catégorie                                                                  | Prix                                                               | Résultats  |
| ----- | -------------------------------------------------------------------------- | ------------------------------------------------------------------ | ---------- |
| 2002  | Album de l’année (pour : We własnej osobie)                                | Ślizgery                                                           | Lauréat    |
| 2002  | Clip de l’année (pour : Damy radę)                                         | Ślizgery                                                           | Lauréat    |
| 2002  | Interprète de l’année                                                      | Ślizgery                                                           | Lauréat    |
| 2002  | DJ de l’année                                                              | Ślizgery                                                           | Lauréat    |
| 2002  | Album hip-hop de l’année (pour : We własnej osobie)                        | Fryderyk                                                           | Nomination |
| 2003  | Album de l’année 2002 (pour : We własnej osobie)                           | Prix du magazine Hip-hop.pl                                        | Lauréat    |
| 2004  | Clip (pour : Sen)                                                          | Off de bronze du festival « Ofensiva »                             | Lauréat    |
| 2004  | Prix de la photo (pour : Sen)                                              | Yach Film (festival du vidéoclip polonais)                         | Lauréat    |
| 2005  | Clip (pour : Każdy ponad każdym)                                           | Flèche d’argent au festival Ofensiva                               | Lauréat    |
| 2005  | Album hip-hop le plus vendu de l'année (pour : Witam was w rzeczywistości) | Asy EMPIKu 2005                                                    | Nomination |
| 2006  | Album hip-hop (Życie na kredycie/Witamy was w rzeczywistości)              | Superjedynki prix décerné par la chaine TVP 1 et la station RMF FM | Nomination |
| 2006  | Prix de la réalisation (pour : Mogę wszystko)                              | Yach Film                                                          | Nomination |
| 2006  | Prix du montage (pour : Mogę wszystko)                                     | Yach Film                                                          | Nomination |
| 2006  | Arrangement (pour : I tak to osiągnę)                                      | Yach Film                                                          | Nomination |
| 2006  | Interprète de l’année 2005                                                 | Plebiscyt audycji WooDoo i Hip-hop.pl                              | Lauréat    |
| 2010  | Artiste fêtant ses 10 ans de carrière                                      | VIVA Comet Awards (prix décerné par la chaine VIVA)                | Nomination |
| 2010  | Hit fêtant ses 10 ans d’existence (pour : Każdy ponad każdym)              | VIVA Comet Awards (prix décerné par la chaine VIVA)                | Nomination |